# Jean-Eudes Demaret
Jean-Eudes Demaret (ur. 25 lipca 1984 w Senlis) – francuski kolarz górski, szosowy i przełajowy, srebrny medalista mistrzostw świata i mistrz Europy MTB.

## Kariera
Największy sukces w karierze Jean-Eudes Demaret osiągnął w 2002 roku, kiedy Francuzi w składzie: Julien Absalon, Jean-Eudes Demaret, Laurence Leboucher i Cédric Ravanel zdobyli srebrny medal w sztafecie cross-country podczas mistrzostw świata w Kaprun. W tym samym składzie reprezentacja Francji zwyciężyła na mistrzostwach Europy w Zurychu. Na szosie jego największym sukcesem jest drugie miejsce w klasyfikacji generalnej Tour de Picardie w 2008 roku. Rok późnej wystąpił w hiszpańskim Vuelta a España, kończąc rywalizację na 127. pozycji. Startował także w kolarstwie przełajowym, zdobywając między innymi srebrny medal mistrzostw kraju w 2000 roku. Nigdy nie wystąpił na igrzyskach olimpijskich.